# لاكتام

من اليسار إلى اليمين أمثلة على الصيغ البنوية لكل من β-لاكتام، γ-لاكتام، δ-لاكتام، ε-لاكتام.

لاكتام في الكيمياء العضوية هو أميد حلقي، والاسم عبارة عن نحت كلمتي لاكتون وأميد.

## التسمية
تستخدم الأحرف الإغريقية في تسمية اللاكتامات حسب عدد ذرات الكربون في الحلقة وفق ما يلي:
- α-لاكتام (ألفا، حلقة من 3 ذرات)
- β-لاكتام (بيتا، حلقة من 4 ذرات)
- γ-لاكتام (غاما، حلقة من 5 ذرات)
- δ-لاكتام (دلتا، حلقة من 6 ذرات)
- ε-لاكتام (إيتا، حلقة من 7 ذرات)

يعود أصل هذا الأسلوب في التسمية إلى أن تفاعل حلمهة كل نوع من هذه اللاكتامات يعطي الحمض الأميني الموافق، فعلى سبيل المثال تعطي حلمهة α-لاكتام الحمض الأميني α (ألفا)، وهكذا.

## التحضير
يمكن تحضير الاكتامات عن طريق الاصطناع العضوي بعدة طرق منها:
- عن طريق تفاعل إعادة ترتيب للأكسيمات بتحفيز حمضي بواسطة إعادة ترتيب بكمان.
- عن طريق تفاعل الكيتونات الحلقية مع حمض الهيدرازويك في تفاعل شميت Schmidt reaction.
- عن طريق تفاعل تحلق الأحماض الأمينية.
- عن طريق تفاعل تحضير اللاكتام اليودي iodolactamization،[1] حيث يتفاعل أيون إيمينيوم مع أيون اليودونيوم المتشكل من تفاعل ألكين مع اليود في الموقع.

## اقرأ أيضاً
- لاكتون